# 마에다 켄
마에다 켄(일본어: 前田 健 まえだ けん[*], 1971년 6월 14일 ~ 2016년 4월 26일) 은 일본의 배우, 코미디언, 안무가이다. 